# Albert François Floncel
Albert François Floncel (Lussemburgo, 1697 – Parigi, 15 settembre 1773) è stato un politico e bibliofilo francese.

## Biografia
Albert François Floncel fu dapprima avvocato al Parlamento di Parigi, poi segretario di Stato del principato di Monaco. Primo segretario di Stato per gli affari esteri dal 1739, Floncel fu incaricato di cercare di ristabilire l’egemonia francese in Europa anche grazie alla costituzione di una lega italiana guidata dal Piemonte sabaudo. Pastore arcade con in nome di Flangone Itomense, Floncel fu membro di ventiquattro accademie italiane, e formò in circa sessant'anni una magnifica collezione di libri, esclusivamente italiani, di cui abbiamo un catalogo esaustivo in virtù del fatto che fu messa all’asta nel 1774, alla morte del proprietario; si tratta di una biblioteca considerata unica nel suo genere, divisa in sezioni tematiche che spaziano dalla teologia, al dramma, alla fisica, al teatro.
La France littéraire riporta che Floncel aveva raccolto una biblioteca «unique en France, peut-être même en Europe», e la presenta come un punto di riferimento fondamentale per tutti coloro che a Parigi si occupavano di cultura italiana, che erano sempre ben accolti dal proprietario: «elle est connue par tous les journaux et écrits périodiques; il se fait un plaisir de l’ouvrir aux curieux de cette espèce de littérature, qui ont besoin de la consulter». Floncel è citato anche da Carlo Goldoni nei suoi Mémoires, come possessore di una biblioteca ricchissima di titoli italiani.
Floncel non fu solo un bibliofilo: fu infatti autore della traduzione in francese della Lettre sur la Comédie de l’École des amis di Luigi Riccoboni, rivolta a Muratori, pubblicata con testo a fronte; la moglie, Jeanne Françoise de Lavau, morta nel 1764 a 49 anni, aveva tradotto in francese i primi due atti dell’Avvocato veneziano di Goldoni. Inoltre egli risulta l’ispiratore della traduzione dell’opera di Daniello Bartoli, L'uomo di lettere difeso ed emendato.